# Campionat del Món d'hoquei sobre gel femení sub 18
El Campionat del Món d'hoquei gel femení sub 18 és la màxima competició internacional per a seleccions femenines d'hoquei sobre gel amb jugadores de menys de 18 anys. És organitzat per la International Ice Hockey Federation (IIHF). La competició data de l'any 2008 i es disputa anualment. El Campionat ha celebrat 7 edicions, tots amb la mateixa final: Canadà-Estats Units. A banda de les dues grans, només Suècia (4), Txèquia (2) i Finlàndia han aconseguit medalles i són aquestes 5 seleccions les úniques que han disputat totes les edicions sense baixar de categoria. Alemanya es va perdre la darrera i Rússia la de 2011. Suïssa (4 presències), Japó (3) i Hongria (2) completen les participants al campionat.
El torneig pot interpretar-se com la contrapartida femenina del campionat del Món d'hoquei sobre gel masculí sub 20 i del campionat del Món d'hoquei sobre gel masculí sub 18, encara que compta amb molts menys recursos i promoció que qualsevol dels dos tornejos masculins. La cobertura mediàtica del torneig femení és igualment escassa en comparació.

## Sistema de competició
- 2008: Dos grups de 4 equips. Els dos primers de cada grup juguen semifinals i els dos últims els llocs 5 al 8 també per eliminatòries
- 2009: Mateix format però la que perd el partit pel 7é lloc perd la categoria
- 2010-15: Dos grups de 4 equips: Els primers de cada grup passen a semifinals, els segons contra els tercers en quarts de final i els quarts un playoff al millor de tres partits per la permanència

| Seleccions   | 2008   | 2009   | 2010   | 2011   | 2012   | 2013   | 2014   | 2015   | Playoff descens | Llocs 5 al 8 | 7é lloc | Quarts de final | 5é lloc | Semifinals | Bronze | Final |
| ------------ | ------ | ------ | ------ | ------ | ------ | ------ | ------ | ------ | --------------- | ------------ | ------- | --------------- | ------- | ---------- | ------ | ----- |
| Canadà       | Argent | Argent | Or     | Argent | Or     | Or     | Or     | Argent |                 |              |         |                 |         | 8(8)       |        | 8(4)  |
| Estats Units | Or     | Or     | Argent | Or     | Argent | Argent | Argent | Or     |                 |              |         |                 |         | 8(8)       |        | 8(4)  |
| Suècia       | 4a     | Bronze | Bronze | 5a     | Bronze | Bronze | 6a     | 6a     |                 |              |         | 6(3)            | 3(1)    | 5          | 5(4)   |       |
| Txèquia      | Bronze | 4a     | 7a     | 4a     | 6a     | 4a     | Bronze | 4a     | 1(1)            |              |         | 5(4)            | 1       | 6          | 6(2)   |       |
| Finlàndia    | 6a     | 5a     | 5a     | Bronze | 5a     | 5a     | 5a     | 5a     |                 | 2(2)         |         | 6(1)            | 7(6)    | 1          | 1(1)   |       |
| Rússia       | 5a     | 7a     | 8a▼    | ▲      | 7a     | 7a     | 4a     | Bronze | 3(2)            | 2(2)         | 1(1)    | 2(1)            | 1(1)    | 2          | 2(1)   |       |
| Alemanya     | 8a     | 6a     | 4a     | 6a     | 4a     | 8a▼    |        |        | 1               | 2(1)         | 1       | 3(2)            | 1       | 2          | 2      |       |
| Japó         |        | ▲      | 6a     | 8a▼    |        | ▲      | 7a     | 8º▼    | 3(1)            |              |         | 1 (1)           | 1       | 1          |        |       |
| Hongria      |        |        |        | ▲      |        | 6a     | 8a▼    |        | 1               |              |         | 1               | 1       |            |        |       |
| Suïssa       | 7a     | 8a▼    | ▲      | 7a     | 8a▼    |        | ▲      | 7º     | 3(2)            | 2            | 2(1)    |                 |         |            |        |       |

Els números entre parèntesis indiquen les vegades que cada selecció ha superat el playoff pel descens, ha guanyat el primer encreuament pels llocs 5 al 8, o ha guanyat els partits pel 7é lloc, quarts de final, 5é lloc, semifinal, partit pel bronze o final.

## Palmarès
| Seleccions   | Or                          | Argent                      | Bronze                      | 4a                          | 5a                                      | 6a              | 7a                    | 8a              | Mundial A                       |
| ------------ | --------------------------- | --------------------------- | --------------------------- | --------------------------- | --------------------------------------- | --------------- | --------------------- | --------------- | ------------------------------- |
| Canadà       | 4 (2010, 2012, 2013 i 2014) | 3 (2008, 2009, 2011 i 2015) |                             |                             |                                         |                 |                       |                 | 8 (2008-2015)                   |
| Estats Units | 3 (2008, 2009, 2011, 2015)  | 4 (2010, 2012, 2013 i 2014) |                             |                             |                                         |                 |                       |                 | 8 (2008-2015)                   |
| Suècia       |                             |                             | 4 (2009, 2010, 2012 i 2013) | 1 (2008)                    | 1 (2011)                                | 1 (2014 i 2015) |                       |                 | 8 (2008-2015)                   |
| Txèquia      |                             |                             | 2 (2008 i 2014)             | 4 (2009, 2011, 2013 i 2015) |                                         | 1 (2012)        | 1 (2010)              |                 | 8 (2008-2015)                   |
| Finlàndia    |                             |                             | 1 (2011)                    |                             | 5 (2009, 2010, 2012, 2013, 2014 i 2015) | 1 (2008)        |                       |                 | 8 (2008-2015)                   |
| Rússia       |                             |                             | 1 (2015)                    | 1 (2014)                    | 1 (2008)                                |                 | 3 (2009, 2012 i 2013) | 1               | 7 (2008-2010 i 2012-2015)       |
| Alemanya     |                             |                             |                             | 2 (2010 i 2012)             |                                         | 2 (2009 i 2011) |                       | 2               | 6 (2008-2013)                   |
| Japó         |                             |                             |                             |                             |                                         | 1 (2010)        | 1 (2014)              | 1 (2011 i 2015) | 4 (2010-2011 i 2014-2015)       |
| Hongria      |                             |                             |                             |                             |                                         | 1 (2013)        |                       | 1 (2014)        | 2 (2013-2014)                   |
| Suïssa       |                             |                             |                             |                             |                                         |                 | 2 (2008, 2012 i 2015) | 2 (2009 i 2012) | 5 (2008-2009, 2011-2012 i 2015) |